# Associació Europea de Festivals
L'Associació Europea de Festivals (sigles EFA, European Festivals Association) és una associació que agrupa diversos festivals d'Europa i d'altres països. És compatible amb la cooperació artística entre festivals i ofereix programes per a nous festivals i directors artístics.
Representa més de 100 festivals de música, dansa, teatre i multidisciplinars, juntament amb festivals nacionals i organitzacions culturals d'aproximadament trenta-vuit països, majoritàriament europeus. L'associació té la seu central a Gant, Bèlgica, amb una oficina a Brussel·les a la Casa Europea per a la Cultura. Es regeix per una Assemblea General, que es reuneix una vegada a l'any.
L'actual president és Darko Brlek de Ljubljana. Els vicepresidents són Jan Briers de Flandes i Michael Herrmann, fundador i director del Festival Rheingau Musik.

L'associació es va fundar l'any 1952. Els pobles i ciutats patrocinen festivals culturals com una forma d'atreure el turisme, amb prop de 400 festivals a Europa El ràpid creixement del nombre de festivals des dels anys vuitanta ha pressionat els pobles i ciutats, que competeixen pel finançament públic i privat i també pels artistes més coneguts, que han aprofitat per incrementar els preus de les seves actuacions.
L'associació té més de setanta membres. El festival membre més antic i més conegut és el Festival Internacional d'Edimburg, que va començar el 1947. El seu programa anual inclou música clàssica, òpera, teatre i dansa. El Festival Internacional Wratislavia Cantans se celebra a la ciutat polonesa de Wroclaw centrant-se en oratorios i cantates de Bach a Handel i el seu contemporani Pawel Mykietyn.